# Matt Cetlinski
Matt Cetlinski (n. 4 octombrie 1964, Lake Worth Beach⁠(d), Florida, SUA) este un înotător american, medaliat olimpic. A participat la o ediție a Jocurilor Olimpice (1988) în care a câștigat două medalii de aur.